# Страх (фільм, 1954)
«Страх» (італ. La paura) — кінофільм-драма 1954 року, поставлений режисером Роберто Росселліні за новелою Стефана Цвейга «Страх» (нім. Angst, 1910). Останній з п'яти повнометражних фільмів Росселліні за участю Інгрід Бергман.

## Сюжет
Дружина директора фармацевтичного заводу Ірен Вагнер (Інгрід Бергман) розлучається з молодим коханцем, коли колишня коханка останнього починає її шантажувати. Ірен дає їй грошей і думає, що більше її не побачить, але через деякий час шантажистка з'являється знову — Ірен бачить її з ложі в Опері, де сидить разом з чоловіком. Скориставшись хвилинною відсутністю чоловіка, шантажистка віднімає в Ірен кільце. Чоловік помічає пропажу кільця і розпитує про це дружину, і тій доводиться вигадувати відмовки. Чоловік помічає замішання Ірен і просить поговорити з ним. Насправді це він підлаштував комедію з шантажем і намовив шантажистку зажадати грошей від Ірен. Так він сподівався змусити Ірен перервати мовчання та вибачитися перед ним. Тепер він просить шантажистку зажадати від Ірен величезну суму в обмін на кільце. Жінці перестає подобатися ця махінація, яка, на її думку, надто жорстока; на зустрічі в кабаре вона розповідає Ірен правду. Ірен приголомшена поведінкою свого чоловіка; вона здається їй жахливішою, ніж її власний сором і розкаяння совісті. Ірен готується зробити собі ін'єкцію отрути в заводській лабораторії, але тут з'являється чоловік. Він благає її про пробачення. «Я кохаю тебе», — відповідає Ірен.

## У ролях
| • Інгрід Бергман   | … | Ірен Вагнер                              |
| • Матіас Віман     | … | Альберт Вагнер                           |
| • Ренате Маннгардт | … | Йоганна Шульце / Луїза Відор             |
| • Курт Кройгер     | … | Генріх Штола                             |
| • Елізе Аулінгер   | … | Марта                                    |
| • Штеффі Штроукс   | … |                                          |
| • Клаус Кінскі     | … | виконавець в кабаре (в титрах відсутній) |

## Знімальна група
- Автори сценарію — Роберто Росселліні, Серджо Амідеї, Франц Граф Тройберг по однойменною новелою Стефана Цвейга
- Режисер-постановник — Роберто Росселліні
- Продюсер — Герман Міллаковскі
- Оператор — Карло Карліні, Гайнц Шнакерц
- Композитор — Ренцо Росселліні
- Монтаж — Йоланда Бенвенуті, Вальтер Боос

## Нагороди та номінації
| Список нагород та номінацій | Список нагород та номінацій | Список нагород та номінацій | Список нагород та номінацій | Список нагород та номінацій | Список нагород та номінацій |
| Кінопремія                  | Дата церемонії              | Категорія                   | Номінант(и)                 | Результат                   |                             |
| --------------------------- | --------------------------- | --------------------------- | --------------------------- | --------------------------- | --------------------------- |
| Премія «Бамбі»              | 1955                        | Найкраща іноземна акторка   | Інгрід Бергман              | 2-ге місце                  |                             |